# Ruído rosa

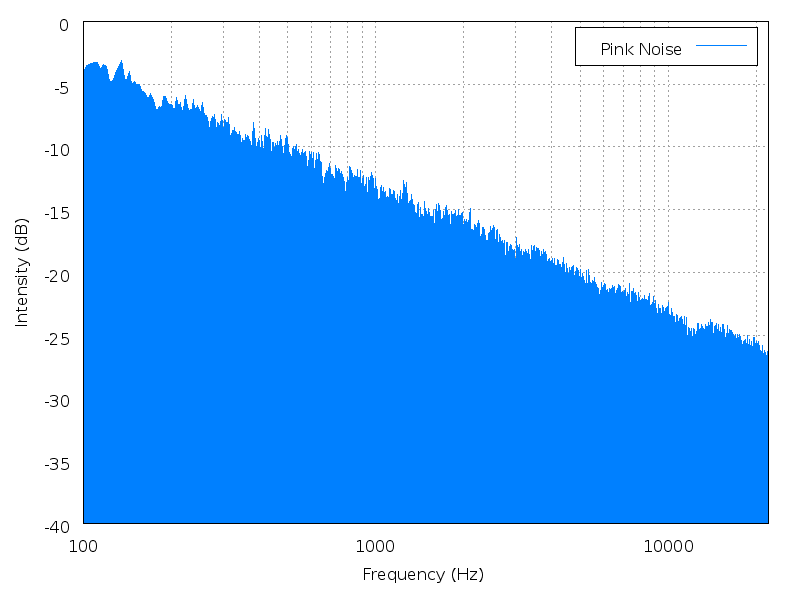
Espectro do Ruído Rosa em escala logarítmica

Ruído Rosa ou Ruído de 1/f é um sinal ou um processo onde o espectro de frequências como a densidade espectral de potência é inversamente proporcional à frequência do sinal. O termo originou-se pelas características desse ruído serem intermediárias entre o ruído branco (1/f0) e o ruído vermelho (1/f2), mais conhecido como ruído browniano.
Na literatura científica o termo ruído de 1/f (1/f noise em inglês) é algumas vezes referenciado para descrever um conjunto de sinais cujo espectro de potência do sinal é dado pela fórmula,
{\displaystyle S(f)\propto 1/f^{\alpha }}
onde {\displaystyle f} é a frequência com 0 < α < 2, onde α usualmente aproxima-se de 1. O ruído do tipo "1/f" ocorre amplamente na natureza e é considerado de interesse em várias aplicações. Por sua característica de representar um ruído natural é frequentemente utilizado na acústica como simulador de programação sonora.

## Descrição
O ruído rosa caracteriza-se por manter a potência (energia) igual entre todas as oitavas sonoras (e também em qualquer outra escala logarítmica). Em termos de uma banda de frequência constante, o ruído rosa decai numa razão de 3 dB por oitava. Em altas frequências o ruído rosa nunca se torna dominante tal qual o ruído branco que possui energia constante em função da frequência (o ruído branco é rico na programação de altas frequências).

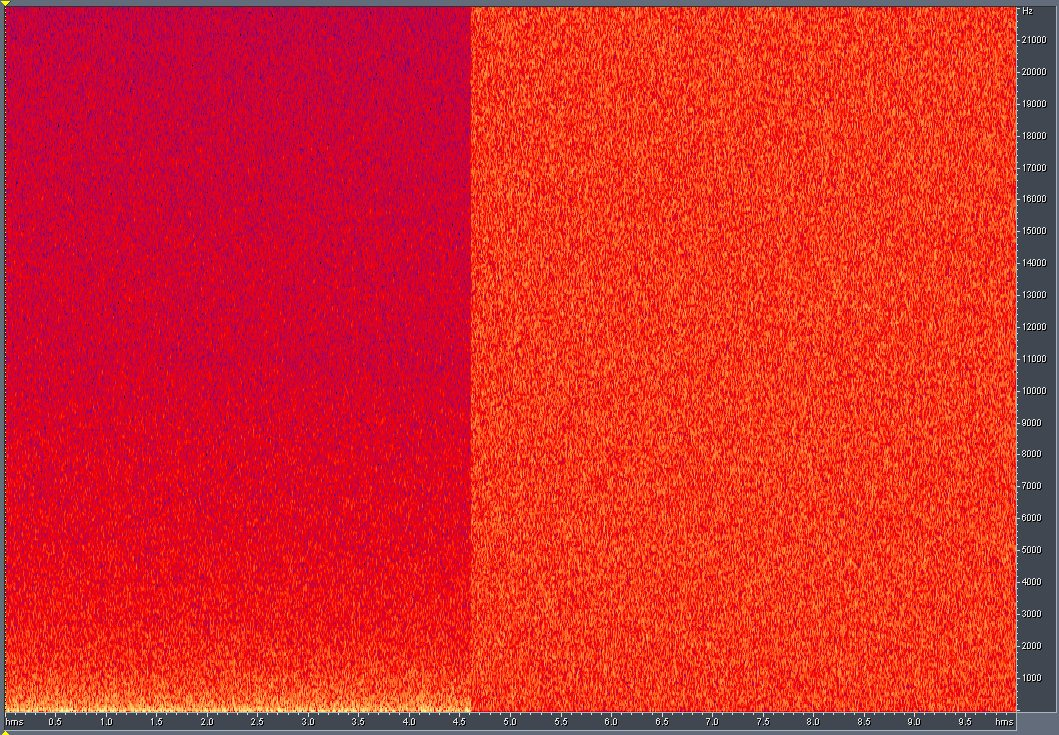
Ruído rosa (esquerda) e ruído branco (direita) num espectro FFT

O sistema auditivo humano percebe as frequências conforme a escala de Bark e tem alta sensibilidade nas frequência de 2-4-kHz. A perceção da diferença entre o ruído rosa e o ruído branco é facilmente perceptível aos ouvidos humanos mesmo considerando que as maiores diferenças encontram-se nos extremos do espectro de frequências.

## Aplicações
Equalizadores gráficos também dividem os sinais em bandas logarítmicas de frequências e sinalizam a potência em oitavas; engenheiros de áudio utilizam o ruído rosa para calibrar os sistemas de áudio ponderado a acústica do ambiente afim de obter uma resposta plana do conjunto sonoro.
Do ponto de vista teórico, a produção de um verdadeiro sinal de ruído rosa é impossível pois a energia desse sinal seria infinita, assim como para o ruído branco. Esses sinais são aproximados dentro da banda de frequências desejadas.